# كولين ميرفي
كولين ميرفي (بالإنجليزية: Cullen Murphy)‏ هو كاتب وصحفي أمريكي، ولد في 1 سبتمبر 1952 في نيو روتشيل في الولايات المتحدة.

## وصلات خارجية
- الموقع الرسمي
- كولين ميرفي على موقع إن إن دي بي (الإنجليزية)